# Tercera División A de Chile 2014
La Tercera División A de Chile 2014 o Campeonato Nacional de Tercera División A 2014 fue la 35.º edición de la cuarta categoría del fútbol de Chile, correspondiente entre la temporada 2013-2014 y 2014-2015. Se jugó desde el 26 de abril hasta el 13 de diciembre de 2014.
Su organización estuvo a cargo de la Asociación Nacional de Fútbol Amateur de Chile (ANFA) y contó con la participación de catorce equipos. La competición se disputó por primera vez bajo el sistema de todos contra todos, en dos ruedas, abandonando el sistema de división en grupos (Norte y Sur).
El campeón fue Colchagua CD, que se adjudicó su tercer título de la Tercera División A. En esta edición, al igual que la temporada anterior, ascendieron dos equipos a la Segunda División Profesional de Chile, mientras que los dos equipos que finalizaran en las últimas dos posiciones, jugarán liguillas de promoción contra dos equipos de la Tercera División B.
Se integraron seis equipos en la competición: mientras el equipo de Deportes Rengo regresó a la división después de dos campeonatos, Unión Casablanca hizo su estreno tras darle otro nombre al equipo tercerista de Defensor de Casablanca, que siguió con su propio en su asociación. Las otras cuatro instituciones se integraron por primera vez: Deportes Limache, Provincial Marga Marga, Estrella del Huasco (que pasó a llamarse Deportes Vallenar para el 2014) y Deportivo Estación Central, el principal equipo de Triángulo de Maipú.
Finalmente, Deportes Linares equipo que debió descender desde Segunda División Profesional no participó, lo mismo que Deportes Ovalle, que fue aceptado para disputar dicha categoría.

## Equipos participantes

### Ascensos y descensos
| Pos. | Descendidos desde la 2° División T-2013 |
| ---- | --------------------------------------- |
|      | No hubo                                 |

| Pos. | Ascendidos a la 3° División A 2014 |
| ---- | ---------------------------------- |
| 1º   | Deportes Limache                   |
| 2°   | Estrella del Huasco                |
| 3°   | Deportivo Estación Central         |
| 4°   | Provincial Marga Marga             |
| 5°   | Deportes Rengo                     |

### Datos de los equipos
| Equipo                     | Entrenador         | Ciudad           | Estadio Principal          | Capacidad | Marca    | Patrocinador Principal |
| -------------------------- | ------------------ | ---------------- | -------------------------- | --------- | -------- | ---------------------- |
| Colchagua CD               | Raúl González      | San Fernando     | Jorge Silva Valenzuela     | 5.900     | Training | Greenvic               |
| Deportes Limache           | Mauricio Riffo     | Limache          | Ángel Navarrete Candia     | 3.000     | JCQ      | Bosch                  |
| Deportes Rengo             | Mauricio Benavides | Rengo            | Guillermo Guzmán           | 5.000     | Training | Municipalidad de Rengo |
| Deportes Santa Cruz        | Jaime Riveros      | Santa Cruz       | Joaquín Muñoz              | 5.000     | Mitre    | Multihogar             |
| Deportes Vallenar          | Wilson Contreras   | Vallenar         | Nelson Rojas               | 6.000     | Romma    | Tamarugal              |
| Deportivo Estación Central | José González      | Estación Central | Triángulo de Villa Francia | 200       | Dalponte | Tur Bus                |
| Enfoque                    | Héctor Irrázabal   | Rancagua         | Patricio Mekis             | 2.000     | Dalponte | Constructora Andes     |
| General Velásquez          | Manuel Guajardo    | San Vicente      | Municipal de San Vicente   | 2.504     | PSport   | Multihogar             |
| Independiente              | Rubén Martínez     | Cauquenes        | Manuel Moya                | 4.000     |          |                        |
| Provincial Marga Marga     | Ricardo González   | Quilpué          | Municipal Villa Olímpica   | 1.000     |          | Clínica Los Carrera    |
| Provincial Talagante       | Patricio Maibee    | Talagante        | Municipal Lucas Pacheco    | 2.883     | Dalponte | Santa Marta S.A.       |
| Pudahuel Barrancas         | Juan Carlos Alfaro | Pudahuel         | Modelo de Pudahuel         | 1.500     | Romma    |                        |
| Tomás Greig                | John Greig         | Rancagua         | Guillermo Saavedra         | 2.000     | PSport   | Sinatracch             |
| Unión Casablanca           | Rodrigo Bendeck    | Casablanca       | Arturo Echazarreta         | 1.672     | Training | La Araucana            |

## Equipos porregión
| Región               | N.º | Equipos                                                                                      |
| -------------------- | --- | -------------------------------------------------------------------------------------------- |
| Región de O'Higgins  | 6   | Colchagua CD, Deportes Rengo, Deportes Santa Cruz, Tomás Greig, General Velásquez y Enfoque. |
| Región de Valparaíso | 3   | Deportes Limache, Provincial Marga Marga y Unión Casablanca.                                 |
| Región Metropolitana | 3   | Deportivo Estación Central Provincial Talagante y Pudahuel Barrancas.                        |
| Región de Atacama    | 1   | Deportes Vallenar                                                                            |
| Región del Maule     | 1   | Independiente                                                                                |

## Tabla de posiciones
Fecha de actualización: 31 de diciembre de 2014
| Pos. | Equipos                    | PTS | PJ | PG | PE | PP | GF | GC | DIF | REND. |
| ---- | -------------------------- | --- | -- | -- | -- | -- | -- | -- | --- | ----- |
| 1º   | Colchagua CD               | 68  | 26 | 22 | 2  | 2  | 58 | 20 | +38 | 87.2% |
| 2º   | Deportes Santa Cruz        | 59  | 26 | 19 | 2  | 5  | 59 | 22 | +37 | 75.6% |
| 3º   | Provincial Marga Marga     | 46  | 26 | 12 | 10 | 4  | 51 | 33 | +18 | 59.0% |
| 4º   | Tomás Greig FC             | 43  | 26 | 11 | 10 | 5  | 50 | 37 | +13 | 56.0% |
| 5º   | Deportes Vallenar          | 42  | 26 | 12 | 6  | 8  | 48 | 38 | +10 | 53.8% |
| 6º   | Independiente              | 41  | 26 | 12 | 5  | 9  | 46 | 30 | +16 | 52.6% |
| 7º   | Provincial Talagante       | 31  | 26 | 7  | 10 | 9  | 48 | 42 | +6  | 41.3% |
| 8º   | Deportes Limache           | 31  | 26 | 8  | 7  | 11 | 47 | 51 | -4  | 39.7% |
| 9º   | Unión Casablanca           | 31  | 26 | 8  | 7  | 11 | 35 | 47 | -12 | 39.7% |
| 10º  | Deportivo Estación Central | 30  | 26 | 7  | 9  | 10 | 37 | 45 | -8  | 38.5% |
| 11º  | Deportes Rengo             | 28  | 26 | 8  | 4  | 14 | 43 | 67 | -24 | 36.3% |
| 12º  | General Velásquez          | 27  | 26 | 6  | 9  | 11 | 29 | 43 | -14 | 34.7% |
| 13º  | Enfoque                    | 14  | 26 | 3  | 5  | 18 | 16 | 55 | -39 | 17.9% |
| 14º  | Pudahuel Barrancas         | 8   | 26 | 0  | 8  | 18 | 32 | 69 | -37 | 10.3% |

     Campeón. Asciende de manera deportiva a la Segunda División Profesional 2016-17.

     Subcampeón. Asciende de manera deportiva a la Segunda División Profesional 2016-17.

     Zona de descenso. Los clubes que finalicen en esta zona disputarán una promoción ante el 3° y 4° de la Tercera División B 2016 respectivamente.

### Evolución Tabla General
| Equipo                     | 01 | 02 | 03 | 04 | 05 | 06 | 07 | 08 | 09 | 10 | 11 | 12 | 13 | 14 | 15 | 16 | 17 | 18 | 19 | 20 | 21 | 22 | 23 | 24 | 25 | 26 |
| -------------------------- | -- | -- | -- | -- | -- | -- | -- | -- | -- | -- | -- | -- | -- | -- | -- | -- | -- | -- | -- | -- | -- | -- | -- | -- | -- | -- |
| Colchagua CD               | 9  | 7  | 9  | 7  | 5  | 3  | 3  | 2  | 1  | 1  | 1  | 1  | 1  | 1  | 1  | 1  | 1  | 1  | 1  | 1  | 1  | 1  | 1  | 1  | 1  | 1  |
| Deportes Santa Cruz        | 2  | 4  | 5  | 2  | 2  | 2  | 1  | 1  | 2  | 2  | 2  | 2  | 2  | 2  | 2  | 2  | 2  | 2  | 2  | 2  | 2  | 2  | 2  | 2  | 2  | 2  |
| Provincial Marga Marga     | 5  | 5  | 4  | 5  | 6  | 6  | 6  | 5  | 5  | 4  | 5  | 4  | 3  | 4  | 5  | 6  | 4  | 6  | 5  | 4  | 3  | 3  | 3  | 3  | 3  | 3  |
| Tomás Greig                | 11 | 6  | 7  | 9  | 10 | 9  | 8  | 8  | 7  | 8  | 7  | 8  | 7  | 6  | 4  | 5  | 6  | 5  | 4  | 3  | 4  | 4  | 4  | 4  | 4  | 4  |
| Deportes Vallenar          | 1  | 3  | 3  | 6  | 6  | 8  | 9  | 9  | 8  | 7  | 6  | 6  | 4  | 3  | 3  | 3  | 3  | 3  | 3  | 5  | 5  | 5  | 5  | 5  | 5  | 5  |
| Independiente              | 3  | 1  | 1  | 1  | 1  | 1  | 2  | 3  | 3  | 5  | 4  | 5  | 6  | 5  | 6  | 4  | 5  | 4  | 6  | 6  | 6  | 6  | 6  | 6  | 6  | 6  |
| Provincial Talagante       | 8  | 10 | 10 | 8  | 8  | 7  | 7  | 6  | 9  | 9  | 9  | 9  | 9  | 9  | 9  | 9  | 8  | 9  | 9  | 9  | 8  | 8  | 8  | 7  | 7  | 7  |
| Deportes Limache           | 7  | 2  | 2  | 4  | 4  | 5  | 5  | 7  | 4  | 3  | 3  | 3  | 7  | 7  | 7  | 7  | 7  | 7  | 7  | 7  | 7  | 7  | 8  | 8  | 8  | 8  |
| Unión Casablanca           | 6  | 9  | 6  | 3  | 3  | 4  | 4  | 4  | 6  | 6  | 8  | 7  | 8  | 8  | 8  | 8  | 9  | 8  | 8  | 8  | 9  | 9  | 9  | 9  | 9  | 9  |
| Deportivo Estación Central | 4  | 8  | 8  | 11 | 11 | 11 | 12 | 12 | 12 | 12 | 10 | 10 | 10 | 10 | 10 | 10 | 10 | 10 | 10 | 10 | 10 | 10 | 10 | 10 | 10 | 10 |
| Deportes Rengo             | 14 | 12 | 12 | 10 | 9  | 10 | 10 | 10 | 10 | 11 | 13 | 12 | 13 | 13 | 11 | 11 | 12 | 12 | 12 | 12 | 12 | 12 | 12 | 12 | 12 | 11 |
| General Velásquez          | 13 | 14 | 14 | 13 | 14 | 14 | 11 | 11 | 11 | 10 | 11 | 11 | 11 | 11 | 13 | 12 | 11 | 11 | 11 | 11 | 11 | 11 | 11 | 11 | 11 | 12 |
| Enfoque                    | 12 | 13 | 13 | 14 | 13 | 12 | 13 | 13 | 13 | 13 | 12 | 13 | 12 | 12 | 12 | 13 | 13 | 13 | 13 | 13 | 13 | 13 | 13 | 13 | 13 | 13 |
| Pudahuel Barrancas         | 10 | 11 | 11 | 12 | 12 | 13 | 14 | 14 | 14 | 14 | 14 | 14 | 14 | 14 | 14 | 14 | 14 | 14 | 14 | 14 | 14 | 14 | 14 | 14 | 14 | 14 |

## Fixture

### Primera rueda
|  | Provincial Marga Marga     | 2 - 1 | Tomás Greig          |  | Municipal Villa Olímpica     | 26 de abril | 12:00 |
|  | Deportes Rengo             | 2 - 5 | Deportes Vallenar    |  | Municipal de Rengo           | 26 de abril | 19:00 |
|  | Deportes Limache           | 2 - 2 | Provincial Talagante |  | Ángel Navarrete Candia       | 26 de abril | 19:00 |
|  | Enfoque                    | 0 - 2 | Independiente        |  | Patricio Mekis               | 26 de abril | 19:00 |
|  | Unión Casablanca           | 2 - 1 | Colchagua CD         |  | Municipal Arturo Echazarreta | 26 de abril | 19:00 |
|  | General Velásquez          | 0 - 2 | Deportes Santa Cruz  |  | Municipal San Vicente        | 26 de abril | 20:30 |
|  | Deportivo Estación Central | 2 -1  | Pudahuel Barrancas   |  | Triángulo de Villa Francia   | 26 de abril | 22:00 |

|  | Independiente        | 3 - 0         | Deportivo Estación Central |  | Fiscal Manuel Moya Medel         | 3 de mayo | 17:30 |
|  | Pudahuel Barrancas   | 2 - 2         | Deportes Rengo             |  | El Modelo de Pudahuel            | 3 de mayo | 19:00 |
|  | Deportes Limache     | 4 - 0         | Unión Casablanca           |  | Ángel Navarrete                  | 3 de mayo | 19:00 |
|  | Provincial Talagante | 3 - 3         | Deportes Vallenar          |  | Lucas Pacheco Toro, cancha n.º 2 | 4 de mayo | 12:00 |
|  | Deportes Santa Cruz  | 1 - 1 / 1 - 0 | Provincial Marga Marga     |  | Municipal Joaquín Muñoz          | 4 de mayo | 15:30 |
|  | Colchagua CD         | 1 - 0         | General Velásquez          |  | Municipal Jorge Silva            | 4 de mayo | 15:30 |
|  | Tomás Greig          | 2 - 1         | Enfoque                    |  | Patricio Mekis                   | 4 de mayo | 16:00 |

|  | Provincial Marga Marga     | 2 - 0 | Colchagua CD         |  | Municipal Villa Olímpica     | 10 de mayo | 12:00 |
|  | Deportes Vallenar          | 3 - 1 | Pudahuel Barrancas   |  | Municipal de Vallenar        | 10 de mayo | 18:00 |
|  | Deportes Rengo             | 0 - 1 | Independiente        |  | Municipal de Rengo           | 10 de mayo | 19:00 |
|  | Enfoque                    | 0 - 1 | Deportes Santa Cruz  |  | Patricio Mekis               | 10 de mayo | 19:00 |
|  | Unión Casablanca           | 1 - 0 | Provincial Talagante |  | Municipal Arturo Echazarreta | 10 de mayo | 19:00 |
|  | General Velásquez          | 0 - 2 | Deportes Limache     |  | Municipal San Vicente        | 10 de mayo | 20:00 |
|  | Deportivo Estación Central | 2 - 2 | Tomás Greig          |  | Triángulo de Villa Francia   | 10 de mayo | 20:30 |

|  | Independiente        | 2 - 0 | Deportes Vallenar          |  | Fiscal Manuel Moya Medel     | 17 de mayo | 17:30 |
|  | Unión Casablanca     | 1 - 0 | General Velásquez          |  | Municipal Arturo Echazarreta | 17 de mayo | 19:00 |
|  | Tomás Greig          | 0 - 1 | Deportes Rengo             |  | Patricio Mekis               | 17 de mayo | 19:00 |
|  | Deportes Limache     | 2 - 2 | Provincial Marga Marga     |  | Ángel Navarrete              | 17 de mayo | 19:00 |
|  | Deportes Santa Cruz  | 5 - 0 | Deportivo Estación Central |  | Municipal Joaquín Muñoz      | 17 de mayo | 20:00 |
|  | Provincial Talagante | 3 - 2 | Pudahuel Barrancas         |  | Lucas Pacheco Toro           | 18 de mayo | 12:00 |
|  | Colchagua CD         | 4 - 0 | Enfoque                    |  | Municipal Jorge Silva        | 18 de mayo | 15:30 |

|  | Provincial Marga Marga     | 2 - 2 | Unión Casablanca     |  | Municipal Villa Olímpica   | 24 de mayo | 12:00 |
|  | Pudahuel Barrancas         | 1 - 3 | Independiente        |  | El Modelo de Pudahuel      | 24 de mayo | 18:00 |
|  | Deportes Vallenar          | 3 - 3 | Tomás Greig          |  | Municipal de Vallenar      | 24 de mayo | 18:00 |
|  | Enfoque                    | 0 - 0 | Deportes Limache     |  | Patricio Mekis             | 24 de mayo | 19:00 |
|  | Deportes Rengo             | 2 - 1 | Deportes Santa Cruz  |  | Municipal de Rengo         | 24 de mayo | 19:00 |
|  | General Velásquez          | 1 - 2 | Provincial Talagante |  | Municipal San Vicente      | 24 de mayo | 20:00 |
|  | Deportivo Estación Central | 0 - 3 | Colchagua CD         |  | Triángulo de Villa Francia | 24 de mayo | 20:30 |

|  | Unión Casablanca     | 2 - 2 | Enfoque                    |  | Municipal Arturo Echazarreta | 31 de mayo | 19:00 |
|  | Deportes Limache     | 2 - 2 | Deportivo Estación Central |  | Ángel Navarrete Candia       | 31 de mayo | 19:00 |
|  | Deportes Santa Cruz  | 2 - 0 | Deportes Vallenar          |  | Municipal Joaquín Muñoz      | 31 de mayo | 20:00 |
|  | Provincial Talagante | 1 - 1 | Independiente              |  | Lucas Pacheco Toro           | 1 de junio | 12:00 |
|  | Colchagua CD         | 4 - 2 | Deportes Rengo             |  | Municipal Jorge Silva        | 1 de junio | 15:30 |
|  | General Velásquez    | 1 - 1 | Provincial Marga Marga     |  | Municipal San Vicente        | 1 de junio | 16:00 |
|  | Tomás Greig          | 5 - 4 | Pudahuel Barrancas         |  | Patricio Mekis               | 1 de junio | 18:00 |

|  | Independiente              | 2 - 2 | Tomás Greig          |  | Manuel Moya                | 7 de junio  | 15:00 |
|  | Pudahuel Barrancas         | 0 - 1 | Deportes Santa Cruz  |  | El Modelo de Pudahuel      | 7 de junio  | 18:00 |
|  | Enfoque                    | 0 - 1 | General Velásquez    |  | Patricio Mekis             | 7 de junio  | 18:00 |
|  | Deportivo Estación Central | 2 - 2 | Unión Casablanca     |  | Triángulo de Villa Francia | 7 de junio  | 20:00 |
|  | Deportes Vallenar          | 0 - 2 | Colchagua CD         |  | Municipal de Vallenar      | 8 de junio  | 16:00 |
|  | Provincial Marga Marga     | 1 - 1 | Provincial Talagante |  | Municipal Villa Olímpica   | 11 de junio | 12:00 |
|  | Deportes Rengo             | 2 - 3 | Deportes Limache     |  | Guillermo Guzmán           | 18 de junio | 19:00 |

|  | Unión Casablanca       | 1 - 0 | Deportes Rengo             |  | Municipal Arturo Echazarreta | 14 de junio | 18:00 |
|  | Provincial Talagante   | 1 - 1 | Tomás Greig                |  | Lucas Pacheco Toro           | 15 de junio | 12:00 |
|  | Provincial Marga Marga | 1 - 0 | Enfoque                    |  | Municipal Villa Olímpica     | 15 de junio | 12:00 |
|  | Colchagua CD           | 3 - 1 | Pudahuel Barrancas         |  | Municipal Jorge Silva        | 15 de junio | 15:30 |
|  | General Velásquez      | 3 - 2 | Deportivo Estación Central |  | Municipal San Vicente        | 15 de junio | 15:30 |
|  | Deportes Santa Cruz    | 2 - 0 | Independiente              |  | Municipal Joaquín Muñoz      | 15 de junio | 16:00 |
|  | Deportes Limache       | 2 - 1 | Deportes Vallenar          |  | Ángel Navarrete Candia       | 24 de junio | 19:00 |

|  | Deportes Vallenar          | 3 - 1 | Unión Casablanca       |  | Municipal Nelson Rojas     | 21 de junio | 17:00 |
|  | Pudahuel Barrancas         | 3 - 4 | Deportes Limache       |  | El Modelo de Pudahuel      | 21 de junio | 18:00 |
|  | Enfoque                    | 2 - 1 | Provincial Talagante   |  | Guillermo Saavedra         | 21 de junio | 18:00 |
|  | Deportes Rengo             | 2 - 2 | General Velásquez      |  | Municipal Guillermo Guzmán | 21 de junio | 19:00 |
|  | Deportivo Estación Central | 1 - 2 | Provincial Marga Marga |  | Triángulo de Villa Francia | 21 de junio | 20:00 |
|  | Independiente              | 0 - 1 | Colchagua CD           |  | Fiscal Manuel Moya Medel   | 22 de junio | 15:30 |
|  | Tomás Greig                | 3 - 1 | Deportes Santa Cruz    |  | Patricio Mekis             | 22 de junio | 16:30 |

|  | Deportes Limache       | 2 - 1 | Independiente              |  | Ángel Navarrete Candia       | 28 de junio | 19:00 |
|  | Provincial Talagante   | 0 - 0 | Deportes Santa Cruz        |  | Lucas Pacheco Toro           | 29 de junio | 12:00 |
|  | Provincial Marga Marga | 2 - 0 | Deportes Rengo             |  | Municipal Villa Olímpica     | 29 de junio | 12:00 |
|  | Colchagua CD           | 1 - 0 | Thomas Greig               |  | Municipal Jorge Silva        | 29 de junio | 15:30 |
|  | General Velásquez      | 0 - 1 | Deportes Vallenar          |  | Municipal de San Vicente     | 29 de junio | 15:30 |
|  | Enfoque                | 0 - 0 | Deportivo Estación Central |  | Guillermo Saavedra           | 29 de junio | 17:00 |
|  | Unión Casablanca       | 1 - 1 | Pudahuel Barrancas         |  | Municipal Arturo Echazarreta | 29 de junio | 18:30 |

|  | Independiente              | 2 - 1 | Unión Casablanca       |  | Fiscal Manuel Moya Medel   | 5 de julio | 16:00 |
|  | Deportes Vallenar          | 3 - 1 | Provincial Marga Marga |  | Municipal de Vallenar      | 5 de julio | 17:00 |
|  | Deportes Rengo             | 0 - 2 | Enfoque                |  | Municipal de Rengo         | 5 de julio | 18:00 |
|  | Pudahuel Barrancas         | 1 - 1 | General Velásquez      |  | El Modelo de Pudahuel      | 5 de julio | 18:00 |
|  | Deportivo Estación Central | 1 - 0 | Provincial Talagante   |  | Triángulo de Villa Francia | 5 de julio | 20:00 |
|  | Deportes Santa Cruz        | 0 - 1 | Colchagua CD           |  | Municipal Joaquín Muñoz    | 6 de julio | 15:30 |
|  | Tomás Greig                | 1 - 0 | Deportes Limache       |  | Patricio Mekis             | 6 de julio | 16:30 |

|  | Provincial Marga Marga     | 3 - 0 | Pudahuel Barrancas  |  | Municipal Villa Olímpica     | 12 de julio | 12:00 |
|  | Club Enfoque               | 0 - 3 | Deportes Vallenar   |  | Guillermo Saavedra           | 12 de julio | 18:00 |
|  | Unión Casablanca           | 2 - 1 | Tomás Greig         |  | Municipal Arturo Echazarreta | 12 de julio | 19:00 |
|  | Deportes Limache           | 1 - 3 | Deportes Santa Cruz |  | Ángel Navarrete Candia       | 12 de julio | 19:15 |
|  | General Velásquez          | 1 - 1 | Independiente       |  | Municipal de San Vicente     | 12 de julio | 20:00 |
|  | Deportivo Estación Central | 1 - 1 | Deportes Rengo      |  | Triángulo de Villa Francia   | 12 de julio | 20:00 |
|  | Provincial Talagante       | 1 - 2 | Colchagua CD        |  | Lucas Pacheco Toro           | 13 de julio | 12:00 |

|  | Independiente       | 0 - 1 | Provincial Marga Marga     |  | Fiscal Manuel Moya Medel | 19 de julio | 16:00 |
|  | Tomás Greig         | 3 - 1 | General Velásquez          |  | Patricio Mekis           | 19 de julio | 17:30 |
|  | Deportes Rengo      | 0 - 6 | Provincial Talagante       |  | Municipal de Rengo       | 19 de julio | 18:00 |
|  | Pudahuel Barrancas  | 0 - 0 | Club Enfoque               |  | El Modelo de Pudahuel    | 19 de julio | 19:00 |
|  | Deportes Vallenar   | 1 - 0 | Deportivo Estación Central |  | Municipal de Vallenar    | 19 de julio | 19:00 |
|  | Colchagua CD        | 3 - 2 | Deportes Limache           |  | Municipal Jorge Silva    | 20 de julio | 15:30 |
|  | Deportes Santa Cruz | 2 - 1 | Unión Casablanca           |  | Municipal Joaquín Muñoz  | 20 de julio | 15:30 |

### Segunda rueda
|  | Independiente        | 3 - 0 | Enfoque                    |  | C.D. Miguel Alarcon             | 26 de julio | 16:00 |
|  | Deportes Vallenar    | 4 - 0 | Deportes Rengo             |  | Municipal de Vallenar           | 26 de julio | 19:00 |
|  | Pudahuel Barrancas   | 2 - 5 | Deportivo Estación Central |  | Estadio Modelo                  | 26 de julio | 19:00 |
|  | Provincial Talagante | 3 - 0 | Deportes Limache           |  | Municipal Lucas Pacheco         | 27 de julio | 12:00 |
|  | Colchagua CD         | 2 - 0 | Unión Casablanca           |  | Municipal Jorge Silva           | 27 de julio | 15:30 |
|  | Deportes Santa Cruz  | 6 - 1 | General Velásquez          |  | Estadio Municipal Joaquín Muñoz | 27 de julio | 15:30 |
|  | Tomás Greig          | 3 - 1 | Provincial Marga Marga     |  | Guillermo Saavedra              | 27 de julio | 17:00 |

|  | Provincial Marga Marga     | 0 - 3 | Deportes Santa Cruz  |  | Villa Olímpica             | 2 de agosto | 12:00 |
|  | Deportes Rengo             | 4 - 2 | Pudahuel Barrancas   |  | Guillermo Guzmán           | 2 de agosto | 15:30 |
|  | Enfoque                    | 0 - 2 | Tomás Greig          |  | Guillermo Saavedra         | 2 de agosto | 17:00 |
|  | Unión Casablanca           | 2 - 1 | Deportes Limache     |  | Arturo Echazarreta         | 2 de agosto | 17:30 |
|  | Deportes Vallenar          | 1 - 0 | Provincial Talagante |  | Nelson Rojas               | 2 de agosto | 19:00 |
|  | Deportivo Estación Central | 3 - 2 | Independiente        |  | Triángulo de Villa Francia | 2 de agosto | 20:00 |
|  | General Velásquez          | 0 - 3 | Colchagua CD         |  | San Vicente de Tagua Tagua | 2 de agosto | 20:30 |

|  | Independiente        | 1 - 0 | Deportes Rengo             |  | Miguel Alarcón de Barrio Estación | 9 de agosto  | 16:00 |
|  | Tomás Greig          | 2 - 2 | Deportivo Estación Central |  | Municipal Guillermo Saavedra      | 9 de agosto  | 18:00 |
|  | Pudahuel Barrancas   | 2 - 2 | Deportes Vallenar          |  | Florida Loma Blanca               | 9 de agosto  | 19:00 |
|  | Deportes Limache     | 2 - 2 | General Velásquez          |  | Ángel Navarrete Candia            | 9 de agosto  | 19:00 |
|  | Provincial Talagante | 3 - 1 | Unión Casablanca           |  | Municipal Lucas Pacheco           | 10 de agosto | 12:00 |
|  | Colchagua CD         | 0 - 0 | Provincial Marga Marga     |  | Municipal Jorge Silva             | 10 de agosto | 15:30 |
|  | Deportes Santa Cruz  | 3 - 2 | Enfoque                    |  | Municipal Joaquín Muñoz           | 10 de agosto | 16:00 |

|  | Deportivo Estación Central | 1 - 2 | Deportes Santa Cruz  |  | Triángulo de Villa Francia | 15 de agosto | 16:00 |
|  | Deportes Rengo             | 1 - 1 | Tomás Greig          |  | Municipal Guillermo Guzmán | 15 de agosto | 16:00 |
|  | Provincial Marga Marga     | 3 - 1 | Deportes Limache     |  | Villa Olímpica             | 16 de agosto | 12:00 |
|  | Pudahuel Barrancas         | 1 - 1 | Provincial Talagante |  | Florida Loma Blanca        | 16 de agosto | 19:00 |
|  | Deportes Vallenar          | 1 - 0 | Independiente        |  | Municipal Nelson Rojas     | 16 de agosto | 19:00 |
|  | General Velásquez          | 2 - 0 | Unión Casablanca     |  | San Vicente de Tagua Tagua | 17 de agosto | 16:00 |
|  | Enfoque                    | 0 - 3 | Colchagua CD         |  | Guillermo Saavedra         | 17 de agosto | 16:00 |

|  | Independiente        | 3 - 0 | Pudahuel Barrancas         |  | Miguel Alarcón               | 23 de agosto | 16:00 |
|  | Tomás Greig          | 2 - 0 | Deportes Vallenar          |  | Municipal Guillermo Saavedra | 23 de agosto | 18:00 |
|  | Provincial Talagante | 1 - 3 | General Velásquez          |  | Municipal Lucas Pacheco      | 24 de agosto | 12:00 |
|  | Colchagua CD         | 2 - 1 | Deportivo Estación Central |  | Municipal Jorge Silva        | 24 de agosto | 15:30 |
|  | Unión Casablanca     | 3 - 3 | Provincial Marga Marga     |  | Municipal Arturo Echazarreta | 26 de agosto | 19:00 |
|  | Deportes Santa Cruz  | 4 - 0 | Deportes Rengo             |  | Municipal Joaquín Muñoz      | 26 de agosto | 20:00 |
|  | Deportes Limache     | 3 - 1 | Enfoque                    |  | Ángel Navarrete Candia       | 27 de agosto | 19:00 |

|  | Independiente              | 2 - 2 | Provincial Talagante |  | Miguel Alarcón             | 30 de agosto | 16:30 |
|  | Deportes Vallenar          | 0 - 3 | Deportes Santa Cruz  |  | Municipal Nelson Rojas     | 30 de agosto | 19:00 |
|  | Deportivo Estación Central | 1 - 1 | Deportes Limache     |  | Triángulo de Villa Francia | 30 de agosto | 21:00 |
|  | Provincial Marga Marga     | 2 - 0 | General Velásquez    |  | Villa Olímpica             | 31 de agosto | 12:00 |
|  | Enfoque                    | 1 - 1 | Unión Casablanca     |  | Guillermo Saavedra         | 31 de agosto | 12:00 |
|  | Pudahuel Barrancas         | 1 - 3 | Tomás Greig          |  | Florida Loma Blanca        | 31 de agosto | 12:00 |
|  | Deportes Rengo             | 0 - 1 | Colchagua CD         |  | Municipal Guillermo Guzmán | 31 de agosto | 16:00 |

|  | Deportes Limache     | 4 - 5 | Deportes Rengo             |  | Ángel Navarrete Candia       | 6 de septiembre  | 18:00 |
|  | Provincial Talagante | 1 - 4 | Provincial Marga Marga     |  | Lucas Pacheco Toro           | 7 de septiembre  | 12:00 |
|  | Colchagua CD         | 6 - 2 | Deportes Vallenar          |  | Municipal Jorge Silva        | 7 de septiembre  | 15:30 |
|  | Deportes Santa Cruz  | 5 - 0 | Pudahuel Barrancas         |  | Municipal Joaquín Muñoz      | 7 de septiembre  | 17:00 |
|  | General Velásquez    | 1 - 0 | Enfoque                    |  | San Vicente de Tagua Tagua   | 7 de septiembre  | 17:00 |
|  | Tomás Greig          | 2 - 0 | Independiente              |  | Municipal Guillermo Saavedra | 7 de septiembre  | 17:30 |
|  | Unión Casablanca     | 1 - 2 | Deportivo Estación Central |  | Municipal Arturo Echazarreta | 10 de septiembre | 19:00 |

|  | Deportes Rengo             | 2 - 1 | Unión Casablanca       |  | Guillermo Guzmán           | 13 de septiembre | 16:00 |
|  | Independiente              | 2 - 3 | Deportes Santa Cruz    |  | Manuel Moya Medel          | 13 de septiembre | 17:00 |
|  | Deportes Vallenar          | 3 - 2 | Deportes Limache       |  | Municipal Nelson Rojas     | 13 de septiembre | 19:00 |
|  | Pudahuel Barrancas         | 0 - 2 | Colchagua CD           |  | Modelo                     | 13 de septiembre | 19:00 |
|  | Deportivo Estación Central | 1 - 1 | General Velásquez      |  | Triángulo de Villa Francia | 13 de septiembre | 20:00 |
|  | Enfoque                    | 0 - 4 | Provincial Marga Marga |  | Guillermo Saavedra         | 14 de septiembre | 12:00 |
|  | Tomás Greig                | 3 - 3 | Provincial Talagante   |  | Guillermo Saavedra         | 14 de septiembre | 18:00 |

|  | Provincial Marga Marga | 0 - 0 | Deportivo Estación Central |  | Villa Olímpica               | 28 de septiembre | 12:00 |
|  | Deportes Limache       | 3 - 0 | Pudahuel Barrancas         |  | Ángel Navarrete Candia       | 28 de septiembre | 17:30 |
|  | Unión Casablanca       | 0 - 0 | Deportes Vallenar          |  | Municipal Arturo Echazarreta | 28 de septiembre | 19:00 |
|  | Deportes Santa Cruz    | 2 - 0 | Tomás Greig                |  | Municipal Joaquín Muñoz      | 28 de septiembre | 20:00 |
|  | Provincial Talagante   | 4 - 1 | Enfoque                    |  | Lucas Pacheco Toro           | 29 de septiembre | 12:00 |
|  | Colchagua CD           | 2 - 0 | Independiente              |  | Municipal Jorge Silva        | 29 de septiembre | 15:30 |
|  | General Velásquez      | 3 - 1 | Deportes Rengo             |  | San Vicente de Tagua Tagua   | 29 de septiembre | 17:30 |

|  | Deportivo Estación Central | 4 - 0 | Enfoque                |  | Triángulo de Villa Francia | 4 de octubre | 13:00 |
|  | Deportes Rengo             | 4 - 8 | Provincial Marga Marga |  | Guillermo Guzmán           | 4 de octubre | 17:00 |
|  | Independiente              | 4 - 0 | Deportes Limache       |  | Fiscal Manuel Moya         | 4 de octubre | 17:30 |
|  | Pudahuel Barrancas         | 2 - 4 | Unión Casablanca       |  | Modelo                     | 4 de octubre | 19:00 |
|  | Deportes Vallenar          | 1 - 1 | General Velásquez      |  | Municipal Nelson Rojas     | 4 de octubre | 19:00 |
|  | Deportes Santa Cruz        | 2 - 2 | Provincial Talagante   |  | Municipal Joaquín Muñoz    | 4 de octubre | 20:00 |
|  | Colchagua CD               | 3 - 3 | Tomás Greig            |  | Municipal Jorge Silva      | 4 de octubre | 20:00 |

|  | Enfoque                | 2 - 3 | Deportes Rengo             |  | Guillermo Saavedra         | 11 de octubre | 16:30 |
|  | Deportes Limache       | 0 - 0 | Tomás Greig                |  | Ángel Navarrete Candia     | 11 de octubre | 19:00 |
|  | Unión Casablanca       | 1 - 4 | Independiente              |  | Fiscal Manuel Moya         | 11 de octubre | 19:00 |
|  | General Velásquez      | 1 - 1 | Pudahuel Barrancas         |  | San Vicente de Tagua Tagua | 11 de octubre | 21:00 |
|  | Provincial Marga Marga | 1 - 1 | Deportes Vallenar          |  | Italo Composto Scarpati    | 12 de octubre | 12:00 |
|  | Provincial Talagante   | 2 - 0 | Deportivo Estación Central |  | Lucas Pacheco Toro         | 12 de octubre | 12:00 |
|  | Colchagua CD           | 2 - 1 | Deportes Santa Cruz        |  | Municipal Jorge Silva      | 12 de octubre | 17:00 |

|  | Pudahuel Barrancas  | 3 - 3 | Provincial Marga Marga     |  | Modelo                     | 18 de octubre | 19:00 |
|  | Deportes Vallenar   | 6 - 0 | Enfoque                    |  | Municipal Nelson Rojas     | 18 de octubre | 19:00 |
|  | Deportes Santa Cruz | 3 - 2 | Deportes Limache           |  | Municipal Joaquín Muñoz    | 18 de octubre | 20:00 |
|  | Independiente       | 5 - 2 | General Velásquez          |  | Fiscal Manuel Moya         | 19 de octubre | 17:00 |
|  | Colchagua CD        | 2 - 1 | Provincial Talagante       |  | Municipal Jorge Silva      | 19 de octubre | 17:00 |
|  | Tomás Greig         | 4 - 2 | Unión Casablanca           |  | Guillermo Saavedra         | 19 de octubre | 18:00 |
|  | Deportes Rengo      | 4 - 2 | Deportivo Estación Central |  | Municipal Guillermo Guzmán | 22 de octubre | 20:00 |

|  | Deportes Limache           | 2 - 4 | Colchagua CD        |  | Ángel Navarrete Candia       | 25 de octubre | 16:30 |
|  | Unión Casablanca           | 2 - 1 | Deportes Santa Cruz |  | Municipal Arturo Echazarreta | 25 de octubre | 19:00 |
|  | Deportivo Estación Central | 2 - 1 | Deportes Vallenar   |  | Triángulo de Villa Francia   | 25 de octubre | 20:00 |
|  | Provincial Marga Marga     | 2 - 2 | Independiente       |  | Vílla Olímpica               | 26 de octubre | 12:00 |
|  | Provincial Talagante       | 4 - 5 | Deportes Rengo      |  | Lucas Pacheco Toro, Cancha 2 | 26 de octubre | 12:00 |
|  | Enfoque                    | 2 - 1 | Pudahuel Barrancas  |  | Guillermo Saavedra           | 26 de octubre | 12:00 |
|  | General Velásquez          | 1 - 1 | Tomás Greig         |  | San Vicente de Tagua Tagua   | 26 de octubre | 17:30 |

### Campeón
|                                                |
| Campeón Colchagua Club de Deportes 3.er título |

## Promoción

### Ida
| 6 de diciembre de 2014, 18:30 | Juventud Salvador | 1:2     | Enfoque | Cardenal Caro, Lo Espejo (Santiago) |  |
|                               |                   | Reporte |         |                                     |  |

| 7 de diciembre de 2014, 17:30 | Gasparín FC | 1:1     | Pudahuel Barrancas | Municipal Lo Blanco, El Bosque (Santiago) |  |
|                               |             | Reporte |                    |                                           |  |

### Vuelta
| 13 de diciembre de 2014, 18:30 | Enfoque | 1:3     | Juventud Salvador | Guillermo Saavedra, Rancagua |  |
|                                |         | Reporte |                   |                              |  |

| 13 de diciembre de 2014, 21:00 | Pudahuel Barrancas | 0:1     | Gasparín FC | Estadio Modelo, Pudahuel |  |
|                                |                    | Reporte |             |                          |  |

### Descenso
Actualizado el 21 de febrero del 2016.
|                                                                                   |                                                                                         |
| Enfoque                                                                           | Pudahuel Barrancas                                                                      |
| Desciende a la Tercera División B 2015 tras caer en la promoción ante Gasparín FC | Desciende a la Tercera División B 2015 tras caer en la promoción ante Juventud Salvador |

## Goleadores
Actualizado el 31 de diciembre de 2014
| Jugador             | Equipo                     | Goles anotados |
| ------------------- | -------------------------- | -------------- |
| Brayan Valdivia     | Deportes Rengo             | 17             |
| Matías Lazcano      | Provincial Marga Marga     | 15             |
| Joan Muñoz          | Independiente              | 15             |
| Jesús Carrillo      | Tomás Greig                | 14             |
| Gonzalo Villegas    | Colchagua CD               | 13             |
| Matías Nieto        | Deportes Santa Cruz        | 12             |
| Maximiliano Zegarra | Deportivo Estación Central | 12             |
| Phillip Araos       | Colchagua CD               | 11             |
| Ricardo Paz         | Deportes Limache           | 11             |
| Andrés Pailacura    | Deportes Vallenar          | 11             |
| Milton Gutiérrez    | Deportes Vallenar          | 11             |

### Autogoles
| Jugador       | Equipo              | En favor de      | Goles en contra |
| ------------- | ------------------- | ---------------- | --------------- |
| Pablo Acum    | Deportes Rengo      | Colchagua CD     | 1               |
| Jaime Cáceres | Deportes Santa Cruz | Estación Central | 1               |
| Pablo Rojas   | Pudahuel Barrancas  | Independiente    | 1               |